# Gabriel Jan Steffens
Gabriel Jan Steffens herbu Pietyrog – ławnik malborski w latach 1731-1740.
Jako poseł na sejm konwokacyjny 1733 roku z województwa malborskiego był członkiem konfederacji generalnej zawiązanej 27 kwietnia 1733 roku na tym sejmie.